# Дейл (Пенсільванія)
Дейл (англ. Dale) — місто (англ. borough) в США, в окрузі Кембрія штату Пенсільванія. Населення — 1008 осіб (2020).

## Географія
Дейл розташований за координатами 40°18′43″ пн. ш. 78°54′18″ зх. д. / 40.31194° пн. ш. 78.90500° зх. д. (40.311988, -78.904901).  За даними Бюро перепису населення США в 2010 році місто мало площу 0,46 км², уся площа — суходіл.

## Демографія
Згідно з переписом 2010 року, у селищі мешкали 1234 особи в 558 домогосподарствах у складі 303 родин. Густота населення становила 2712 осіб/км².  Було 671 помешкання (1475/км²).
Расовий склад населення:
| - 89,1 % — білих - 6,1 % — чорних або афроамериканців - 0,2 % — корінних американців - 0,2 % — азіатів - 0,1 % — вихідців з тихоокеанських островів |

До двох чи більше рас належало 3,8 %. Частка іспаномовних становила 2,6 % від усіх жителів.
За віковим діапазоном населення розподілялося таким чином: 24,5 % — особи молодші 18 років, 58,9 % — особи у віці 18—64 років, 16,6 % — особи у віці 65 років та старші. Медіана віку мешканця становила 40,7 року. На 100 осіб жіночої статі у селищі припадало 82,0 чоловіків;  на 100 жінок у віці від 18 років та старших — 77,5 чоловіків також старших 18 років.
Середній дохід на одне домашнє господарство  становив 34 529 доларів США (медіана — 28 783), а середній дохід на одну сім'ю — 40 782 долари (медіана — 37 313). Медіана доходів становила 31 771 долар для чоловіків та 26 667 доларів для жінок. За межею бідності перебувало 23,9 % осіб, у тому числі 33,6 % дітей у віці до 18 років та 8,6 % осіб у віці 65 років та старших.
Цивільне працевлаштоване населення становило 499 осіб. Основні галузі зайнятості: освіта, охорона здоров'я та соціальна допомога — 28,7 %, роздрібна торгівля — 16,6 %, мистецтво, розваги та відпочинок — 9,4 %, науковці, спеціалісти, менеджери — 8,8 %.